# Yorkes halvö
Ej ätt förväxla med Cape York Peninsula, engelskt namn för Kap Yorkhalvön.
Yorke Peninsula (engelska: York Peninsula, Yorke’s Peninsula) är en halvö i Australien. Den tillhör kommunen Yorke Peninsula Council och ligger i delstaten South Australia, omkring 110 kilometer nordväst om delstatshuvudstaden Adelaide.
Trakten runt Yorke Peninsula består till största delen av jordbruksmark. Runt Yorke Peninsula är det mycket glesbefolkat, med 2 invånare per kvadratkilometer. Genomsnittlig årsnederbörd är 502 millimeter. Den regnigaste månaden är juni, med i genomsnitt 90 mm nederbörd, och den torraste är december, med 12 mm nederbörd.